# Mordred

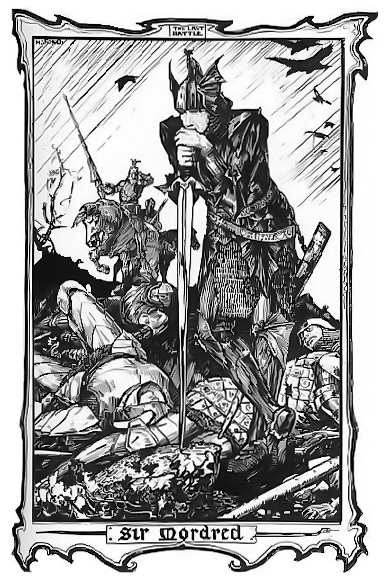
"Sir Mordred" (1902) podle H. J. Forda

Mordred či Modred je jedna z postav legendy o králi Artušovi. V průběhu legendy vystupuje jako věčný zrádce a jeho role vrcholí v bitvě u Camlannu (~537), v níž je sám zabit. Před svou smrtí dokáže však ještě Artuše smrtelně zranit. Vztah Mordreda a Artuše se liší v různých zpracováních legendy, dnes nejznámější verze jej charakterizují jako nemanželského syna Artuše a jeho polorodé sestry Morgause. V dřívější literatuře byl však považován za legitimního syna Morgause (známé také jako Anna), a jejího manžela, krále Lota z Orknejí. Jeho plnorodými a polorodými bratry jsou Gawain, Agravain, Gaheris a Gareth. Jeho jméno pochází buď ze starovelšského Medraut, kornského Modred, nebo bretonského Modrot. Všechna tato jména jsou pak odvozena od latinského Moderātus.